# Lantbert von Lyon
Lantbert von Lyon (* um 625 in der Nähe von Thérouanne; † vermutlich 688 in Lyon; auch: Lambert von Fontenelle) war Abt von Fontenelle und Bischof von Lyon.
Die Lebensbeschreibung des Lantbert ist nur zum Teil überliefert und bricht mitten im Text ab.
In seiner Jugend diente Lantbert am Hofe des Merowingerkönigs Chlothar III., bevor er sich für ein religiöses Leben entschied. Er trat in das Kloster Saint-Wandrille ein und empfing von dessen Gründer Wandregisel die Tonsur. Auf seinem Sterbebett empfahl Wandregisel Lantbert oder Ansbert als seinen Nachfolger. Die Mönche des Klosters wählten daraufhin den älteren Lantbert, ohne dass es zu Konkurrenz oder Missgunst zwischen den beiden kam.
In den Wirren nach dem Tode von König Chlothar III. verhielt sich Lantbert als Abt neutral und konnte dem Kloster so reichhaltige Schenkungen durch den neuen König Childerich II. und die Königin Balthild sichern.
Nach seiner Zeit als Abt (668–677) war er Bischof von Lyon.
Sein Gedenktag (katholisch) ist der 14. April.